# Энн Миллер
Энн Миллер (англ. Ann Miller, 12 апреля 1923 — 22 января 2004) — американская актриса, певица и танцовщица
.

## Биография

### Юные годы
Энн Миллер, урождённая Джонни Люсиль Энн Колльер (англ. Johnnie Lucille Ann Collier), родилась в техасском городке Чирено 12 апреля 1923 года. Её отец, Джон Альфред Колльер, был уголовным юристом и в своё время занимался громкими делами таких известных в США преступников, как Бонни и Клайд и Пулемётный Келли. Её бабушка по материнской линии была представительницей индейского племени чероки, и это довольно ярко повлияло на внешность будущей актрисы. Своё необычное для девочки имя — Джонни — она получила из-за того, что её отец мечтал о рождении сына. Но несмотря на это, в семье её часто всё же звали не Джонни, а Энни.
В детстве Джонни страдала рахитом и для того, чтобы хоть как-то ослабить этот недуг, она профессионально занялась танцами. К тому же к этому занятию её вдохновила популярная в те годы бродвейская актриса и танцовщица Элинор Пауэлл.

### Карьера
В 13 лет, солгав о своём столь малом возрасте, Джонни устроилась танцовщицей в клуб «Black Cat» в Сан-Франциско. Там её заметили Люсиль Болл и Бенни Рубин, благодаря которым в том же году ей удалось заключить контракт с киностудией «RKO». Там она тоже солгала о своём возрасте, убедив всех, что ей уже 18 лет. На «RKO» она работала до 1940 года, появившись при этом в картинах «Дверь на сцену» (1937) и «С собой не унесёшь» (1938). После этого она несколько лет снималась на «Columbia Pictures», но успеха добилась в конце 1940-х годов на студии «MGM», появившись в музыкальных фильмах «Пасхальный парад» (1948), «Увольнение в город» (1949) и «Целуй меня, Кэт» (1953).
В конце 1940-х годов Энн Миллер ввела в обиход колготки, чтобы решить проблему постоянно рвущихся чулок во время исполнения танцевальных номеров. Обычно чулки пришивались к нижнему белью танцовщицы и в случае, если на одном чулке шла "стрелка", то приходилось полностью менять всю конструкцию. Именно поэтому Миллер попросила для себя лично изготавливать колготки, которые легко можно было заменить на другую пару, если те оказались порванными.
Миллер также славилась своей скоростью исполнения чечётки, и согласно сообщениям студии могла «отбить» 500 ударов в минуту.
Энн Миллер продолжала блистать на большом экране до середины 1950-х годов, пока эпоха музыкальных комедий «MGM» не подошла к концу. Несмотря на это актриса осталась востребована и активна на телевидении и в театре. В 1969 году она исполнила главную роль в бродвейском мюзикле «Мамэ», на который зрители ходили только для того, чтобы воочию узреть прославленную актрису и танцовщицу. Спустя десять лет она покорила бродвейскую аудиторию музыкальной комедией «Сахарные малышки», в которой она играла вместе с ещё одной звездой «MGM» Микки Руни. В 1983 году Миллер была вручена почётная премия Сары Сиддонс за её работу в театрах Чикаго.
В 1982 году она выступила в одном из эпизодов популярного в США сериала «Лодка любви», в котором она, наряду с такими бродвейскими звёздами как Этель Мерман, Кэрол Чэннинг, Ван Джонсон и Делла Риз, исполнила роль старой родственницы постоянных персонажей шоу. Последний раз на театральной сцене она появилась в 1998 году в постановке Стивена Сондхейма «Безумства», а свою последнюю кинороль сыграла в знаменитом триллере Дэвида Линча «Малхолланд Драйв» в 2001 году.
Энн Миллер умерла от рака лёгкого 22 января 2004 года в возрасте 80 лет и была похоронена в калифорнийском городе Калвер-Сити.
За свой вклад в киноиндустрию она удостоена звезды на Голливудской аллее славы.